# Myrmarachne ramunni
Myrmarachne ramunni là một loài nhện trong họ Salticidae.
Loài này thuộc chi Myrmarachne. Myrmarachne ramunni được K. Narayan miêu tả năm 1915.